# Jon Hamm
Jonathan (Jon) Daniel Hamm (Saint Louis, 10 maart 1971) is een Amerikaanse acteur. Hij won in zowel 2008 als 2016 een Golden Globe voor zijn rol als Don Draper in de dramaserie Mad Men.

## Biografie

### Jeugd
Hamm werd geboren als zoon van Deborah en Daniel Hamm. Zijn vader stond aan het hoofd van een familiebedrijf dat gespecialiseerd was in vrachtwagentransport. Het bedrijf kreeg het zwaar te verduren door de toenemende containerindustrie. Jon was twee jaar oud toen zijn ouders scheidden, waarna hij samen met zijn moeder naar Creve Coeur verhuisde. Zijn moeder stierf aan kanker toen hij tien jaar oud was. Nadien trok Jon in bij zijn vader. Toen hij twintig was, overleed zijn vader aan de gevolgen van een zware ziekte.
Tijdens zijn jeugd had hij een kortstondige relatie met Sarah Clarke, die later actrice zou worden. Hamm speelde in die dagen rugby en honkbal, en was aangesloten bij de zwemclub. Hij nam ook meerdere malen deel aan het schooltoneel. Hoewel hij graag acteerde, zag hij zichzelf nooit beroepsacteur worden. In 1989 studeerde hij af en schreef hij zich in aan de Universiteit van Texas. Na de dood van zijn vader gaf hij er de brui aan. Hij keerde terug naar huis en schreef zich in aan de Universiteit van Missouri. Vanaf dan deed hij ook regelmatig mee aan audities voor theaterproducties. Zo kreeg hij een rol in een opvoering van A Midsummer Night's Dream. In 1993 behaalde hij zijn Bachelor of Arts. Vervolgens ging hij aan de slag als leerkracht in zijn oude school. Hij gaf er acteerles aan onder meer de latere actrice Ellie Kemper.

### Beginjaren als acteur

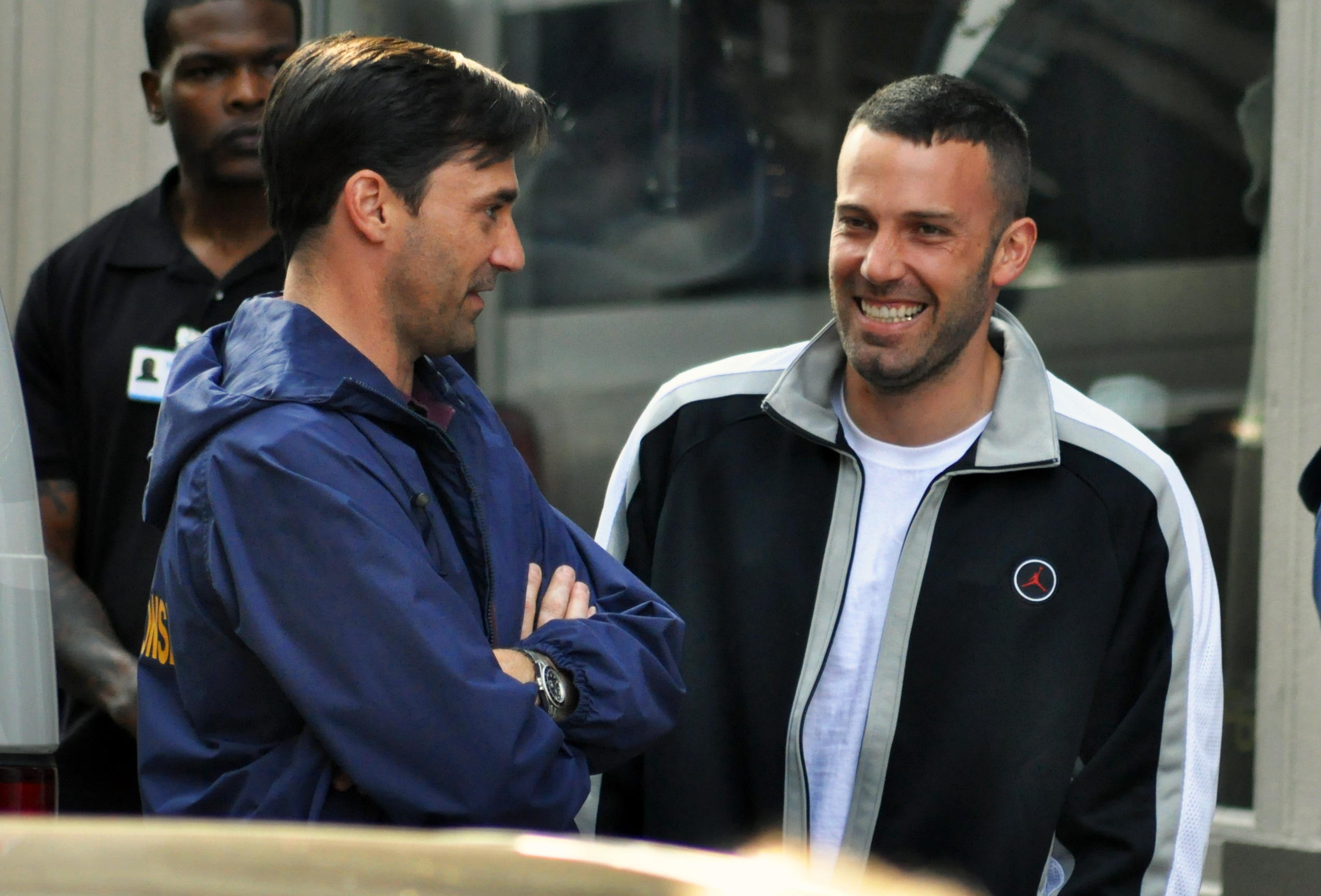
Jon Hamm en Ben Affleck tijdens de opnames van The Town (2010).

Jon Hamm leed na het verlies van zijn beide ouders aan een depressie. Hij kreeg antidepressiva en volgde therapie. De ommekeer kwam er dankzij de medicatie en na poging om het in Hollywood te gaan maken.
In 1995 trok hij naar Los Angeles, waar hij acteur Paul Rudd kende. Zijn enige bezit was een auto en $150. Samen met enkele andere beginnende acteurs deelde hij een woning. Hij verdiende geld als kelner en nam in zijn vrije tijd deel aan audities. Hamm was aangesloten bij de William Morris Agency, maar dat leverde niet veel op. Hij zag er als twintiger naar verluidt te oud uit om jonge personages te spelen. Hij besloot zichzelf vijf jaar de tijd te geven om door te breken.
In de televisieserie Providence mocht hij in 2000 Burt Ridley, een romantische brandweerman, spelen. Hij keerde nadien nog 18 afleveringen terug, waardoor hij genoeg geld verdiende om zijn baan als kelner op te zeggen. Dat jaar maakte Hamm ook zijn filmdebuut met een naamloos rolletje als piloot in Space Cowboys, een film van Clint Eastwood.
Na kleine rollen in de televisieserie Kissing Jessica Stein en de oorlogsfilm We Were Soldiers kreeg hij een grote rol in de politieserie The Division. Hij speelde inspecteur Nate Basso. Verder waren er ook nog heel wat bijrollen in series als Numb3rs, The Unit, The Sarah Silverman Program en CSI: Miami.

### Grote doorbraak

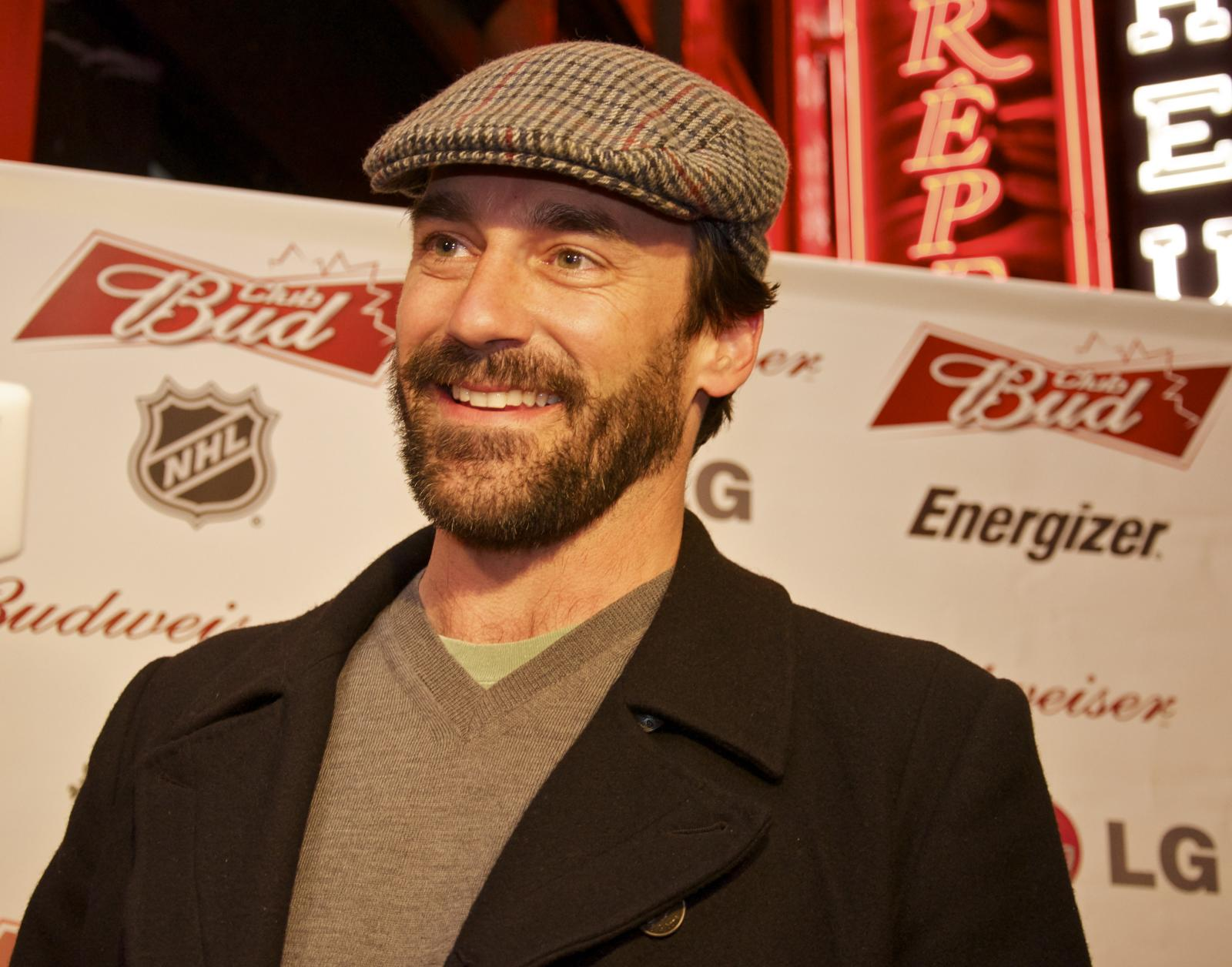
Jon Hamm tijdens een bezoek aan de Olympische Winterspelen in Vancouver (2010).

In 2007 kreeg hij een script van de televisieserie Mad Men in handen. Hamm vond het verhaal geweldig en deed auditie, maar vreesde dat hij niet over voldoende ervaring beschikte om de rol in de wacht te slepen. Matthew Weiner, bedenker van de serie, vond Hamm in eerste instantie te knap voor de rol, maar besloot dat zijn imago van perfecte Amerikaan wel paste bij het personage Don Draper. Bovendien werd Hamm net als het hoofdpersonage uit Mad Men niet opgevoed door zijn beide ouders. Hamm gaf later toe dat hij zijn vertolking gedeeltelijk baseerde op het beeld dat hij had van zijn vader.
De show werd een enorm succes en veroverde in de loop der jaren heel wat Emmy Awards en Golden Globes. Hamm zelf won in 2008 een Golden Globe in de categorie Best Actor – Television Series Drama, waardoor hij in de voetsporen trad van acteurs als Hugh Laurie, Martin Sheen, Kiefer Sutherland, David Caruso, David Duchovny en James Gandolfini. Maar Hamms vertolking in Mad Men leverde hem niet alleen prijzen op maar ook nieuwe filmopdrachten. Zo speelde hij aan de zijde van Keanu Reeves en Jennifer Connelly in The Day the Earth Stood Still.
In 2009 nam hij een cameo op voor de filmversie van The A-Team. In 2010 verleende hij zijn stem aan het personage Brogan voor de animatiefilm Shrek Forever After en speelde hij een FBI-agent in de misdaadfilm The Town van acteur-regisseur Ben Affleck. Tussendoor had hij ook een populaire gastrol in de komische serie 30 Rock. Die rol leverde hem zijn derde nominatie voor een Emmy op.

## Filmografie
*Exclusief televisiefilms
- Unfrosted (2024)
- Mean Girls (2024)
- Maggie Moore(s) (2023)
- Confess, Fletch (2022)
- Corner Office (2022)
- Top Gun: Maverick (2022)
- Richard Jewell (2019)
- The Jesus Rolls (2019)
- Lucy in the Sky (2019)
- The Report (2019)
- Bad Times at the El Royale (2018)
- Tag (2018)
- Beirut (2018)
- Nostalgia (2018)
- Aardvark (2017)
- Marjorie Prime (2017)
- Keeping Up with the Joneses
- Baby Driver (2017)
- Absolutely Fabulous: The Movie (2016)
- Minions (2015, stem)
- Million Dollar Arm (2014)
- The Congress (2013, stem)
- Friends with Kids (2011)
- Bridesmaids (2011)
- Sucker Punch (2011)
- The Town (2010)
- Shrek Forever After (2010, stem)
- The A-Team (2010)
- A Single Man (2009)
- Stolen Lives (2009)
- The Day the Earth Stood Still (2008)
- The Ten (2007)
- Ira & Abby (2006)
- We Were Soldiers (2002)
- Kissing Jessica Stein (2001)
- Early Bird Special (2001)
- Space Cowboys (2000)

## Televisieseries
*Exclusief eenmalige gastrollen
- Landman - Monty Miller
- M.O.D.O.K. - Tony Stark / Iron Man (2021, vier afleveringen)
- Fargo - Roy Tillman
- Good Omens - Gabriel (2019, vijf afleveringen)
- Unbreakable Kimmy Schmidt - Dominee Richard Wayne Gary Wayne (2015-2019, dertien afleveringen)
- Legion - Verteller (2018, zeven afleveringen)
- The Amazing Gayl Pile - stem C.A.M. (Condo Automation Module) (2016-2018, acht afleveringen)
- TripTank Verschillende stemmen (2015-2016, acht afleveringen)
- Childrens Hospital - Derrick Childrens / Arthur Childrens (2010-2016, zes afleveringen)
- The Increasingly Poor Decisions of Todd Margaret - Dave's Employee (2012-2016, vijf afleveringen)
- Saturday Night Live - Verschillende (2011-2015, vier afleveringen)
- Wet Hot American Summer: First Day of Camp - The Falcon (2015, vier afleveringen)
- A Young Doctor's Notebook - Older Doctor (2012-2013, acht afleveringen)
- Mad Men - Don Draper (2007-2015, 92 afleveringen)
- Black Mirror - Matt Trent (2014, afl. "White Christmas")
- Web Therapy - Jeb Masters (2014, drie afleveringen)
- 30 Rock - Dr. Drew Baird (2009-212, zeven afleveringen)
- The Unit - Wilson James (2006-2007, vijf afleveringen)
- What About Brian - Richard Povich (2006-2007, zes afleveringen)
- CSI: Miami - Dr. Brent Kessler (2005, twee afleveringen)
- Point Pleasant - Dr. George Forrester (2005, twee afleveringen)
- The Division - Inspector Nate Basso (2002-2004, zestien afleveringen)
- Providence - Burt Ridley (2000-2001, achttien afleveringen)